# Nu är det jul igen (film)
Nu är det jul igen (engelska: The Santa Clause) är en amerikansk familjefilm från 1994 i regi av John Pasquin. 
Huvudrollen Scott Calvin spelas av Tim Allen, en helt vanlig man som råkar ut för att jultomten ramlar ner från hans tak på julaftonskvällen. 

## Handling
Leksaksfabrikanten Scott Calvin är en frånskild pappa som inte har en bra kontakt med sin son Charlie. De ska fira jul tillsammans men den blir långt ifrån en succé. Charlie har tråkigt och önskar att han var hos mamma och hennes nye man istället. 
Men på julaftonsnatten så ramlar jultomten ner från Calvins tak och kan inte längre fullfölja sitt viktiga uppdrag. Calvin hittar ett visitkort i tomtens rock, som instruerar honom att ta på tomtedräkten om tomten skulle råka illa ut. På taket står dessutom släden med de åtta renarna.
Calvin blir övertalad av Charlie att ta på sig dräkten för att fullgöra tomtens arbete på julnatten. Till slut för renarna dem till tomteverkstaden på Nordpolen där det visar sig att den som tar på sig tomtedräkten, även ingår ett kontrakt och stegvis förvandlas till jultomten.

## Rollista i urval
| Tim Allen         | – Scott Calvin / Santa Claus |
| Judge Reinhold    | – doktor Neal Miller         |
| Wendy Crewson     | – Laura Calvin               |
| Eric Lloyd        | – Charlie Calvin             |
| David Krumholtz   | – Bernard                    |
| Peter Boyle       | – Mr. Whittle                |
| Larry Brandenburg | – detektiv Nunzio            |
| Paige Tamada      | – Judy                       |

## Inspelning
Filmen spelades in med exteriörscener i Oakville, Ontario i Kanada samt studiointeriörer inne på Raleigh Studios i Kalifornien i USA. Över 125 barn från 3 till 13 års ålder rollbesattes som tomtenissar, som även trots de ser ut som barn är i handlingen hundratals år gamla. Huvudrollsinnehavarens stegvisa fysiska förvandling från Scott Calvin till Santa Claus innebar en midjemåttsökning från 81 till 135 centimeter som åstadkoms med smink och "fat suits".

## Mottagande
Filmen som var en publiksuccé fick från blandade till hyfsade recensioner av kritiker. 
Det finns två uppföljare, Nu är det jul igen 2 (2002) och Nu är det jul igen 3 (2006).